# Placentia (Neufundland und Labrador)
Placentia (frz. Plaisance) ist eine Gemeinde (Town) auf der zur kanadischen Provinz Neufundland und Labrador gehörenden Insel Neufundland. Der historische Hauptort in der Placentia Bay war im 17. Jahrhundert der befestigte Sitz der französischen Kronkolonie. Ab 1713 unter britischer Herrschaft, erlebte die von der Fischerei abhängige Stadt ihre Blütephase um 1800.

## Geografie und Infrastruktur
Der Ort befindet sich im Westen der Halbinsel Avalon an der Ostküste der Placentia Bay, etwa 108 km südwestlich von St. John’s. Das Gemeindegebiet umfasst mehrere Nachbarschaften und Stadtteile.
Neben Placentia zählen zur Gemeinde noch die Orte Argentia Industrial Park, Townside, Freshwater, Dunville und Jerseyside. Es existiert ein kleiner Hafen, der vorwiegend der Fischerei dient. In Argentia befindet sich einer der beiden Fährhäfen auf Neufundland, welche von North Sydney in Nova Scotia aus angesteuert werden.

## Geschichte

### Entstehung und französische Kolonialherrschaft

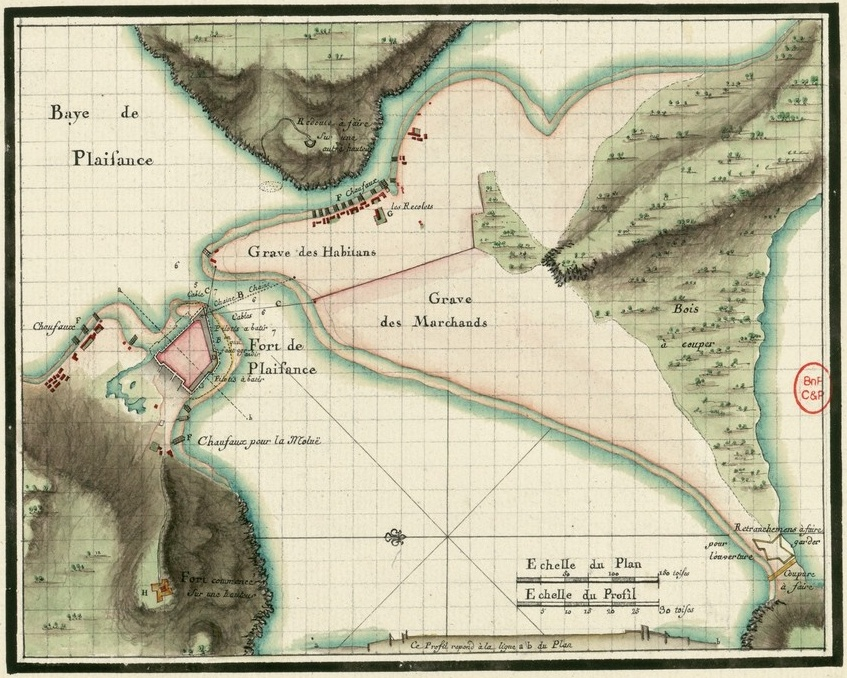
Karte von Plaisance Ende des 17. Jahrhunderts

Der Ort entstand im späten 17. Jahrhundert als baskisches Fischerdorf namens Plasencia. Der Name könnte von der Hafenstadt Plentzia im Baskenland abgeleitet sein oder einen Hafen im Schoß von Hügeln beschreiben. Etwa ab 1650 überwinterten Menschen in Placentia.
Zu dieser Zeit konkurrierten die Kolonialmächte Frankreich und England um Neufundland. Der von Hügeln umgebene Naturhafen, Fischgründe und die Strände machten den Ort militärisch und wirtschaftlich interessant. 1655 wollte Frankreich den auf Französisch Plaisance genannten Ort zur Kronkolonie machen, scheiterte aber am Widerstand der bretonischen Ständeversammlung (États de Bretagne). Ein zweiter Versuch im Jahr 1660 wurde ebenfalls gestoppt. 1662 brachte das Schiff Aigle d'Or 80 Menschen, die vor allem aus dem Baskenland und Saint-Malo kamen, als Siedler und Soldaten nach Plaisance. Dort errichteten sie eine erste Garnison. Die Zustände waren schlecht, einige der etwa 30 Soldaten meuterten und töteten den Gouverneur Thalour du Perron und elf weitere Menschen. In den folgenden Jahrzehnten unterstützte die Krone die Kolonie, die sich erst ab 1670 unter Gouverneur La Poippe stabilisierte.
Nach dem Ausbruch des Kolonialkriegs im Pfälzischen Erbfolgekrieg 1689 baute Frankreich zwei neue Festungen in Plaisance: zunächst 1691 das Fort Louis auf der Nordseite des Guts, 1693 dann das kleinere Fort Royal auf dem Castle Hill. Die Siedlung wurde mehrmals angegriffen und diente als Basis für Überfälle auf St. John’s. Im Spanischen Erbfolgekrieg blockierten britische Schiffe die Placentia Bay, etwa die Hälfte der Bevölkerung in Plaisance verhungerte. Mit dem Frieden von Utrecht verlor Frankreich die Kolonie, viele Loyale flohen nach Louisbourg auf der Kap-Breton-Insel.

### Wandel bis zum Zweiten Weltkrieg

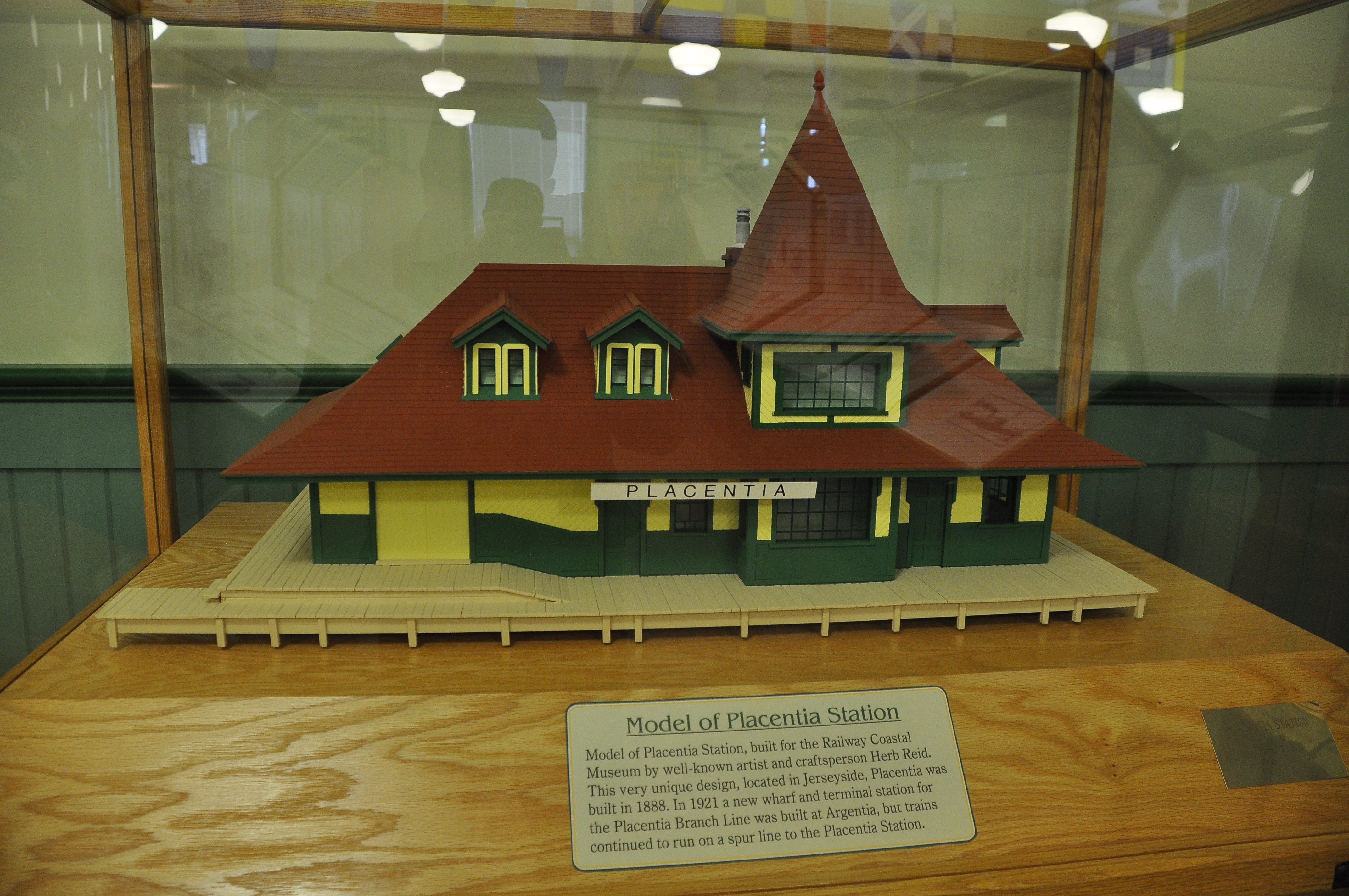
Modell des Bahnhofs von Placentia, der 1888 in Jerseyside gebaut wurde, im Railway Coastal Museum

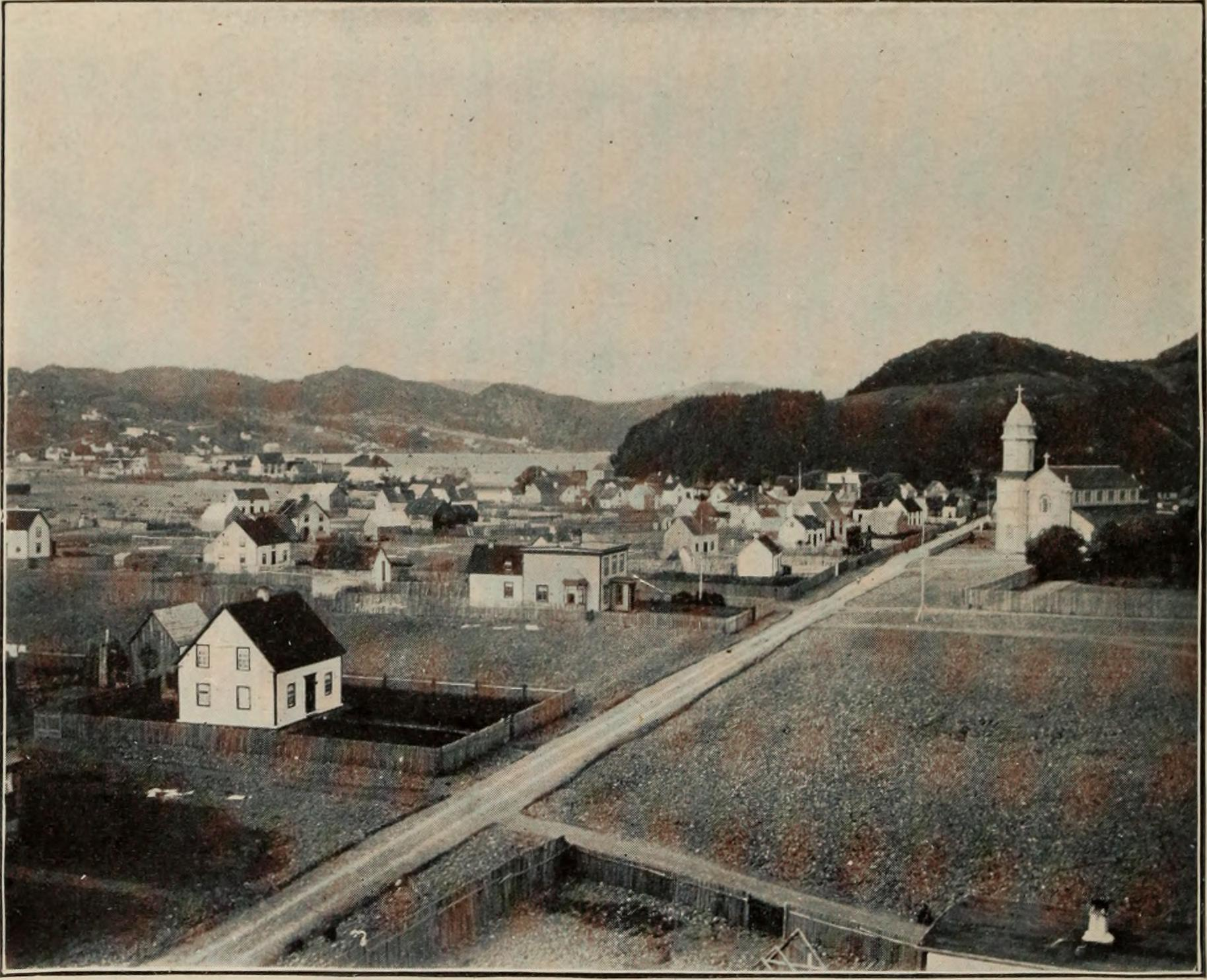
Placentia um 1900

Auch unter britischer Herrschaft war der jetzt Placentia genannte Ort eine Garnisonsstadt, entwickelte sich aber immer mehr zu einem Handels- und Fischereizentrum. Ende des 18. Jahrhunderts erlebte der Ort wohl seinen Höhepunkt und war mit etwa 700 Menschen wichtiger als St. John’s. 1811 wurde die Garnison aufgegeben und die verfallene Festung geschleift. Nach den Napoleonischen Kriegen verlor die Fischerei etwas an Bedeutung, Placentia war aber weiter der Hauptort in der Placentia Bay.
Seit 1855 ist Placentia über eine Straße mit St. John’s verbunden, 1888 entstand in Jerseyside, nördlich des Guts, der Endbahnhof einer Nebenbahnstrecke. Die wirtschaftliche Bedeutung hatte bis dahin weiter abgenommen, viele Kaufleute hatten den Ort verlassen. Gegen Ende des 19. Jahrhunderts wuchs die Bevölkerung allerdings an, bis zur Einführung der Dampfschiffe war der Schiffbau ein wichtiger Wirtschaftszweig. Der Ort war von 1870 bis 1891 Sitz der Apostolischen Präfektur Placentia. Die Eisenbahn wurde 1919 bis Argentia verlängert.

### Modernes Placentia
1940–41 bauten die USA in Argentia einen Marinestützpunkt (Naval Station Argentia), der die weitere Entwicklung des Ortes dominierte. Damit änderte sich das Leben im Ort, viele Menschen hatten nun erstmals eine Lohnarbeit. 1945 gründete sich Placentia als Gemeinde. Durch staatliche Umsiedlungsprogramme zogen viele Menschen aus der Placentia Bay in die Gegend, vor allem in die Siedlungen Dunville, Freshwater und Jerseyville auf der Nordseite. Seit 1961 gibt es in Placentia eine Brücke über den Gut.
1969 und 1974 verkleinerte die US-Marine den Stützpunkt, womit die Fischerei wieder an Bedeutung gewann. Mit der Einführung der Fährverbindung nach North Sydney 1967 und der Erschließung von Castle Hill als National Historic Site of Canada 1973 begann auch die Entwicklung des Tourismus.
1992 kollabierte Kabeljaufischerei, die Marinebasis wurde 1994 komplett aufgegeben. Die Gemeinde geriet in wirtschaftliche Schwierigkeiten und vereinigte sich im gleichen Jahr mit Jerseyside, Freshwater, Dunville und dem Gebiet des ehemaligen Stützpunkts.

### Bevölkerungsentwicklung
| Gemeinde (town) mit Gründungsjahr (incorporation) | Placentia 1945 | Dunville 1963 | Jerseyside 1950 | Freshwater 1950 |
| ------------------------------------------------- | -------------- | ------------- | --------------- | --------------- |
| 1951                                              | 614            | 563           | 554 *           | 810 *           |
| 1958                                              | 1233 *         | 869           | 713             | 1048            |
| 1961                                              | 1610 *         | 1121          | 923             | 1396            |
| 1968                                              | 1847           | 1622 *        | 953             | 1310            |
| 1971                                              | 2211           | 1742          | 1061            | 1562            |
| 1976                                              | 2209           | 1909          | 1027            | 1426            |
| 1981                                              | 2204           | 1817          | 641             | 1276            |
| 1986                                              | 2016           | 1833          | 764             | 1219            |
| 1991                                              | 1954           | 1688          | 715             | 1037            |

Placentia hatte beim Zensus 2016 3.496 Einwohner. Fünf Jahre zuvor waren es noch 3.643 Einwohner. Somit ist die Bevölkerungszahl leicht abnehmend.